# جویس مایر
جویس مایِر (انگلیسی: Joyce Meyer؛ زادهٔ ۴ ژوئن ۱۹۴۳) نویسنده و سخنران مسیحی است.
برنامه‌های رادیو تلویزیونیِ او با نام «لذت زندگی روزانه» به ۲۵ زبان در ۲۰۰ کشور پخش می‌شود. او ۷۰ کتاب در زمینهٔ آیین مسیحیت و الهیات نوشته‌است.
او و همسرش، دِیو مایِر، چهار فرزند دارند و ساکن سنت لوئیس، میزوری در ایالات متحده آمریکا هستند.